# 배구
배구(排球, volleyball)는 각각 6명, 7명 또는 9명으로 구성된 두 팀이 경기장 중앙에 네트가 설치된 코트에서 네트 너머로 공을 쳐 넘기며 겨루는 세트제 구기 경기종목 중 하나이다.
2점 이상의 점수차로 25점에 도달하는 팀이 세트에서 승리하며, 25점에 도달하더라도 동점이거나 1점 차이인 경우에는 점수차가 2점이 될 때까지 세트를 계속 진행한다. 5세트 중 먼저 3세트를 승리하는 팀이 경기에서 승리한다. 만약 세트 점수 2-2에서 5세트가 진행되는 경우에는 2점 이상의 점수차로 15점에 먼저 도달하는 팀이 경기에서 승리하게 된다.

## 역사

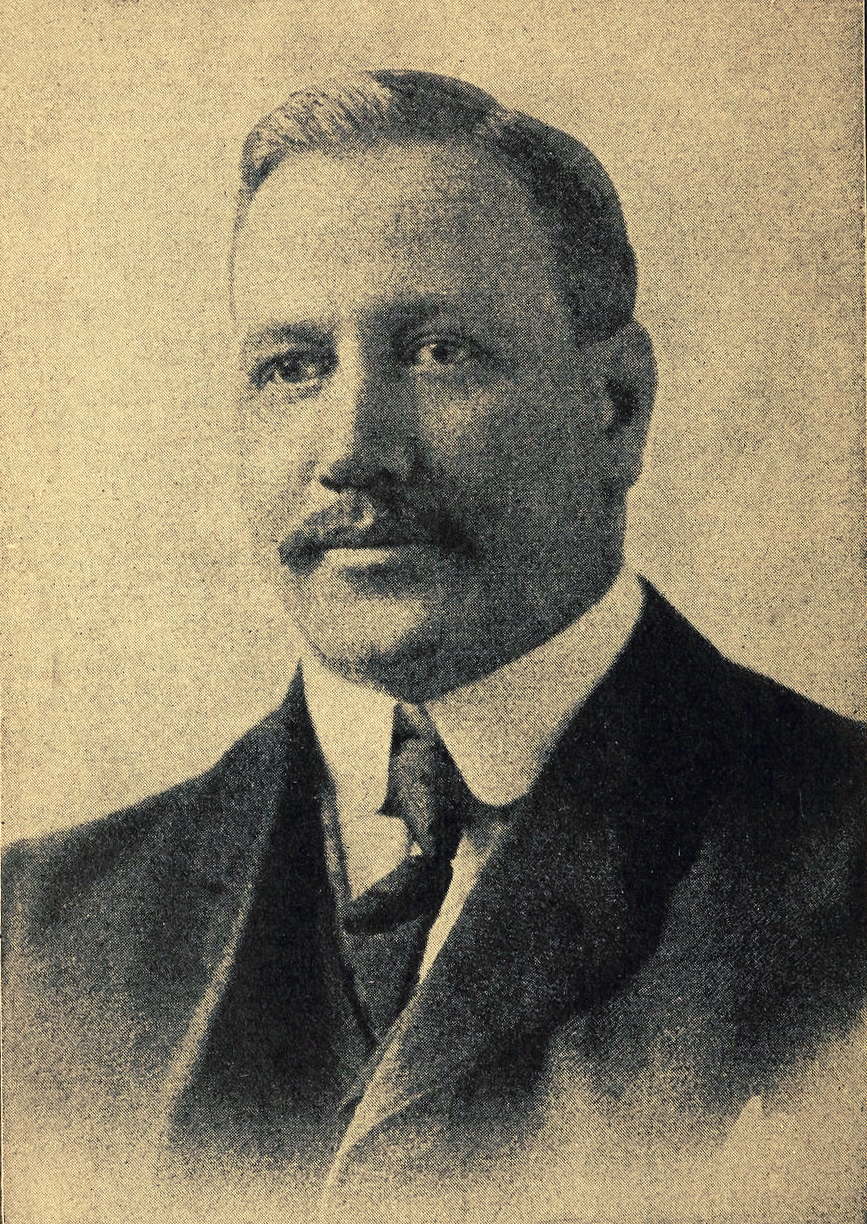
윌리엄 모건(William G. Morgan)

배구는 1895년 미국 매사추세츠주 홀리오크(Holyoke)에 있는 YMCA의 체육부장 윌리엄 모건(Williams G.Morgan)에 의하여 고안되었다. 당시 모건은 과격한 농구보다 유연한 구기 종목의 필요성을 느껴, 흥미있고 남녀노소가 적당한 운동으로서 함께 즐길 수 있는 대중적 운동을 모색하는 데 심혈을 기울였다. 배구의 초기 명칭은 미노넷(Minonette)으로 불리었다. 테니스에서 힌트를 얻어 테니스 네트를 체육관 중앙에 6피트 6인치 높이에 설치하여 시험하였고, 미국 매사추세츠 스프링 필드의 할스테드(DR.Halstead)씨가 볼을 네트 위로 넘겨 날려 보내는 게임을 창안해낸 후부터 ‘Volley Ball’이라는 명칭을 붙이게 되었다. 처음엔 직장인을 위한 레크레이션 활동으로서 고안되어 1팀이 5명으로 이루어져 21점제로 게임을 했었는데, 1918년 6인제·15점제·로테이션제라는 6인제 국제규칙이 확립되었다. 2000년 1월 1일부터는 새롭게 바뀐 25점 랠리포인트제(5세트는 15점)로 국제경기를 진행한다.
미국에서 활발히 진행되던 배구는 제1차 세계대전을 계기로 미군들을 통해 유럽 지역에 전해졌고, 1947년 프랑스 파리에서 소련, 폴란드, 유고슬라비아, 체코 등 15개국이 참가한 가운데 FIVB(Federation Internationale de Volleyball：국제배구연맹)이 창설되었다. 이러한 단체가 결성되면서 배구 규칙도 통합 제정되고, 국제 경기도 개최되는 등 배구 경기의 열기를 자극시켰다. 이렇게 발전한 배구가 올림픽 종목으로서 처음 채택된 대회는 1964년 제18회 도쿄 올림픽이다. 남자배구는 1961년 아테네에서 열린 IOC 총회에서, 여자배구는 이듬해인 1962년 모스크바에서 열린 IOC 총회에서 결정되었다.

## 선수

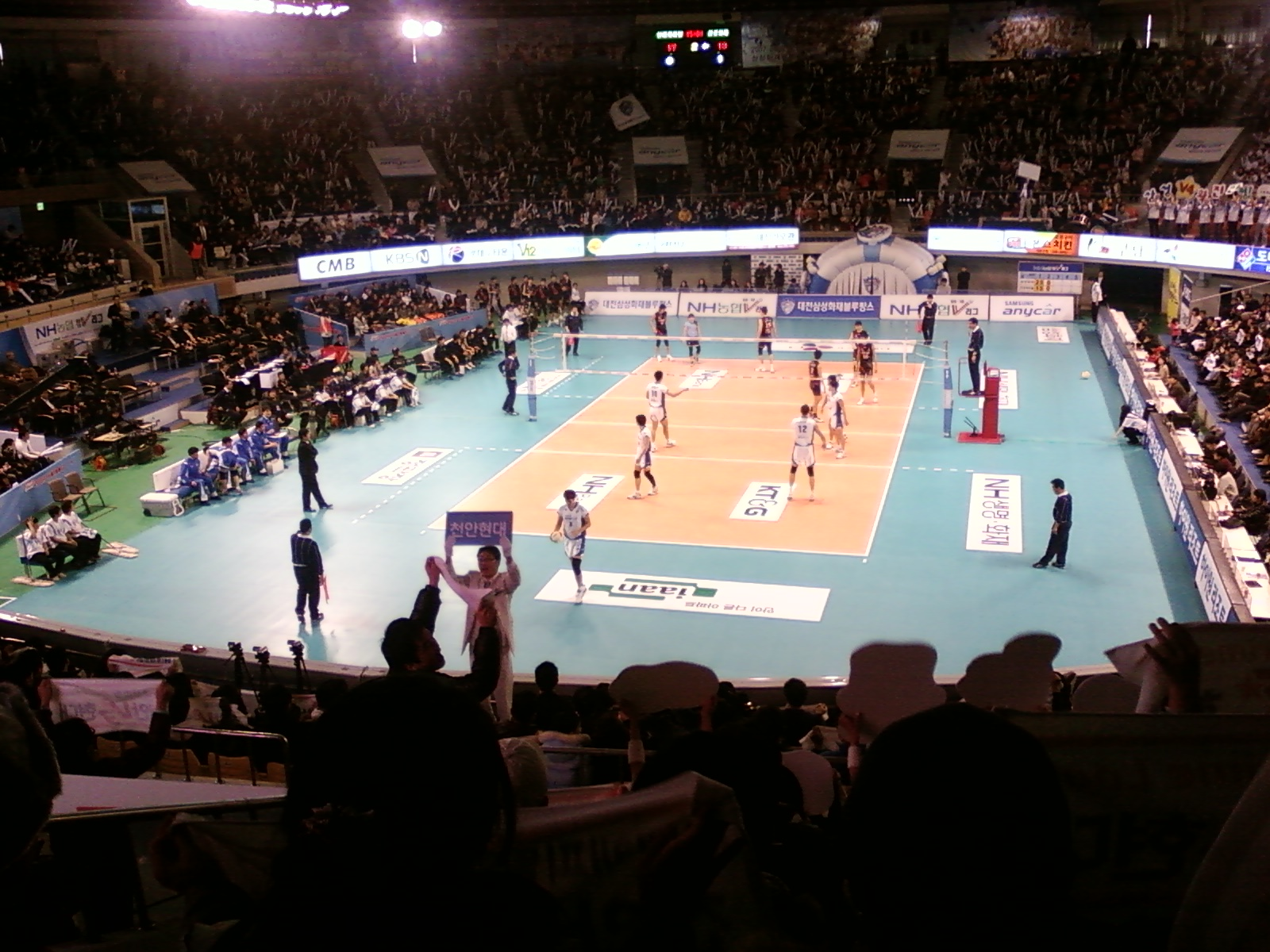
배구 경기 장면

배구 경기는 한 팀이 6명으로 구성된다. 리베로까지 포함할 경우 1명이 추가되어 7명의 선발 엔트리를 정할 수 있다. 국내 리그의 경우 한 팀에 등록 가능한 최대 선수는 18명이고, 국제 경기의 경우 한 팀은 18명(정규 선수 14명, 리베로 4명)으로 구성된다.
한 팀은 공을 3번 접촉한 뒤에는 반드시 네트 너머로 되돌려 보내야 하고 발리볼이라고도 하며 6인제와 9인제가 있다.

### 미들 블로커
센터 공격수는 코트 가운데에 위치하며, 블로킹 및 속공에 가담하는 포지션이다. 그러나 상대의 공격을 블로킹해야 하는 특성상 체력 소모가 심하고, 수비시에 리베로와 종종 교대된다.센터는 전위와 후위에 가각 한 명씩 들어올 수 있으며, 센터로 불렸다가 미들 블로커로 명칭이 바뀌었다.
대표적인 선수
튀르키예 - 에다 에르뎀
이탈리아 - 안나 다네시
대한민국 - 양효진
세르비아 - 밀레나 라시치
미국 - 헤일리 워싱턴

### 아포짓 스파이커
아포짓 스파이커는 주로 오른쪽 공격을 도맡아 하며, 수비에 가담하기보다는 공격 비중이 높다. 왼손잡이 공격수가 주로 라이트 포지션에 위치하는데 이는 코트에서 토스한 공을 때릴 때 공을 마주 본 채로 때리기 유리하기 때문이다. 라이트로 불렸다가 아포짓 스파이커로 명칭이 바뀌었다.
대표적인 선수
세르비아 - 티야나 보스코비치
이탈리아 - 파올라 에고누
튀르키예 - 멜리사 바르가스
미국 - 데스티니 후커
스웨덴 - 이사벨 하크

### 아웃사이드 히터
라이트가 공격만 하다보니 수비 부담이 있다. 레프트는 리베로와 함께 리시브를 책임진다. 보통 2명을 두는데 모두 수비에 가담한다.
제1레프트는 수비(백어택으로 공격도 할 수 있다.), 제2 레프트는 수비와 공격을 둘다 맡는다.레프트 역시 레프트로 불렸다가 아웃사이드 히터로 명칭이 바뀌었다.
대표적인 선수
대한민국 - 김연경
미국 - 조던 라슨
중국 - 주팅
브라질 - 가브리엘라 기마랑이스
이탈리아 - 카테리나 보세티
브라질 - 페르난다 가라이

### 세터
세터는 주로 공을 다른 공격수에게 토스하는 역할을 하며, 때때로 2단 공격에 가담하기도 한다.
대표적인 선수
세르비아 - 마야 오그네노미치
이탈리아 - 알레시아 오로
미국 - 조던 폴터
대한민국 - 김사니

### 리베로
리베로는 수비 전문 포지션으로 상대방의 공격을 디그하거나 서브를 리시브하는 역할을 한다. 리베로는 코트에 있는 주로 후위에 있는 센터와 교대가 가능하지만, 반드시 후위에 위치해야 하며 공격에 가담할 수 없다.서브도 때릴 일이없어 리베로는 서브미스의 부담감이 줄어든다.
대표적인 선수
이탈리아 - 모니카 데 젠 나로
대한민국 - 김해란
미국 - 저스틴 웡-오란테스

## 심판
심판은 대개 1명의 주심, 1명의 부심 및 2명 또는 4명의 선심으로 구성된다.

## 경기장 및 용구

배구 코트

길이 18m, 너비 9m로서 구획선에서 2m 이내에는 어떠한 장애물도 없어야 한다.

### 네트
남자 경기는 높이 2.43m, 여자 경기는 2.24m이다.

### 공
지름 20cm, 무게 270g 정도이며, 겉은 부드러운 가죽으로 쌓여 있다.

## 기본 기술
배구의 기본 기술에는 패스·토스·서브·리시브·스파이크·블로킹 등이 있다.

### 패스(pass)
상대편 공격을 리시브하여 공격 플레이로 전환시키는 기본 기술이다. 즉 패스는 수비뿐만 아니라 공격의 원동력이 되며, 게임의 승패를 결정짓는 중요한 기술이다. 패스할 때의 기본 자세는 발은 앞뒤로 벌리고 발뒤꿈치를 약간 들며, 무릎을 굽혀 몸의 중심을 낮게 한다. 두 손의 엄지와 엄지 사이를 약간 벌리고, 엄지와 집게손가락으로 삼각형을 만들며, 다른 손가락의 힘을 빼고 공 모양을 만든다고 한다.
- 오버핸드 패스: 다리를 벌리고 무릎을 굽힌 자세에서, 공을 바로 쳐다보며 양팔을 얼굴 가까이에서 비스듬히 위로 튀겨 올리는 자세로 몸 전체를 일으키며 패스하는 것이다.
- 언더핸드 패스: 낮거나 강한 공을 받아 패스하는 방법으로, 낮은 자세로 팔이나 양손에 대는 듯한 자세로 튀겨 올리는 것이다. 이 밖에도 앞으로 밀어내듯이 하는 체스트 패스, 뒤쪽으로 하는 백 패스, 뛰어오르면서 하는 점프 패스 등이 있다.

#### 토스
패스를 변형한 기술로, 센터가 공격자인 스파이커에게 공격하기 쉽도록 공을 띄워 올려 주는 기술이다. 공격 방법, 세터와 공격자의 거리, 위치 등을 고려하여 토스해야 한다.

#### 서브
공을 인플레이시키는 수단으로서, 엔드 라인 밖에서 네트 너머로 상대 코트 안에 공을 쳐서 보내는 공격 기술이다. 서브권을 가진 팀의 순번에 해당하는 선수가 주로 손이나 손목으로 쳐서 상대편 코트에 넣되, 일단 공이 손에서 떨어지게 한 다음 쳐야 한다. 서브를 넣는 선수는 서브권이 상대편에게 넘어갈 때까지 계속 서브를 넣는데, 서브권을 얻은 팀은 위치를 시계 바늘과 같은 방향으로 각각 한 자리씩 이동한다.

##### 언더 서브
공을 가장 안전하고 확실하게 상대 코트에 넘길 수 있는 서브이다. 무릎과 상체를 앞으로 굽힌 자세에서 공을 짧게 위로 올려 팔을 뒤에서 앞으로 흔들어 올리면서 쳐낸다.

##### 드라이브 서브
공을 머리 위에서 치는 오버핸드 서브의 기본 방식으로서, 팔의 힘과 손목의 스냅으로 인해 스핀이 주어진다.

##### 오버핸드 슬라이드 서브
공이 네트를 넘어 직선으로 떠오르도록 하는 서브이다.

##### 오버핸드 드라이브 서브
공을 위로 던져 놓고, 큰 원을 그리면서 손목의 스냅을 이용하여 감듯이 쳐내는 서브이다.

##### 플로터 서브
플루팅도 섭하며 공의 중심부를 재빨리 강하게 쳐서, 공이 완만한 곡선을 그리며 상대편 코트에 넘어가도록 하는 서브이다.

#### 리시브
상대편이 서브한 공을 받아 올리는 것 등 상대의 공격 공을 받아 내는 기술이다. 리시브 방법에는 오버핸드 리시브와 언더핸드 리시브가 있다.

#### 스파이크
상대편 코트 안으로 공을 강하게 때려 넣는 기술로, 가장 위력적인 공격 방법이다. 높이 뜬 공을 상대편 코트의 빈 자리에 내리쳐야 하므로 점프력이 요구되며, 손목의 스냅과 허리의 힘을 잘 이용하여야 한다.

#### 블로킹
상대편의 공격을 직접 차단하는 기술로, 네트 가까이 있는 선수가 손을 펴들어 일종의 수비벽을 만드는 동작이다. 블로킹은 단독 블로킹보다 2, 3명이 동시에 행하는 블로킹이 훨씬 위력적이다. 도쿄 올림픽 대회 이후부터 블로킹할 때의 오버네트는 반칙이 아니라는 규칙이 적용되어, 수비뿐만 아니라 공격의 역할도 겸하게 되었다.

## 공격과 수비

### 공격
경기 상황에 따라 3단 공격, 2단 공격, 시간차 공격, 페인트 공격 등 여러 가지 공격을 시도할 수 있다. 또한, 스파이크 공격시 상대편 블로킹으로 수비의 허점이 생기지 않도록 재빨리 커버해야 한다.
- 3단 공격·2단 공격：공에 손이 접촉하는 횟수에 따라 구별된다. 즉 공에 접촉하는 횟수가 3회일 때는 3단 공격, 2회일 때는 2단 공격이라 한다.
- 페인트 공격: 강한 스파이크를 하는 체하다가 빈 자리에 약한 스파이크를 하거나, 수비 위치의 허점을 이용하여 가볍게 공을 건드려 넘기는 공격법이다.
- 시간차 공격: 공격하는 시간에 일정한 간격을 가지고 공격함으로써 상대의 블로킹을 피하는 공격법이다.

수비는 서브 리시브에서부터 시작되며, 강한 스파이크에 대한 블로킹과 리시브가 요구된다.

## 배구협회 및 선수권 대회
- 세계배구선수권대회
- 월드컵 배구대회

## 관련 작품

### 영화
- 아이언 레이디(สตรีเหล็ก, 2000년)
- 아이언 레이디 2(สตรีเหล็ก 2, 2002년)
- 가슴 배구단(おっぱいバレー, 2009년)

### 드라마
- V불꽃 (1995년, 후지TV)
- V바람 (1999년, 후지TV)
- 어택 넘버 원 (2005년, TV아사히)
- 두근두근 스파이크 (2016년, 웹드라마)
- 두근두근 스파이크 2 (2016년, 웹드라마)

### 만화
- 어택 넘버 원 (アタックNo.1, 1968년 ~ 1970년, 1975년 / 2004년 ~ 2005년)
- 하이큐 (ハイキュー!!, 2012년 12월 ~ )

### 애니메이션
- 어택 넘버 원 (アタックNo.1, 1969년 ~ 1971년)
- 힘내라 부 넥스트 (ガンバレー部NEXT!, 2015년)
- 하이큐 (ハイキュー!!, 2014년 ~ )

### 소설
- 젖가슴 배구(おっぱいバレー, 2006년)

### 게임
- 배구 (1986년, 닌텐도)